# Albuca tenuifolia
Albuca tenuifolia är en sparrisväxtart som beskrevs av John Gilbert Baker. Albuca tenuifolia ingår i släktet Albuca och familjen sparrisväxter. Inga underarter finns listade i Catalogue of Life.